# Rebecca Elson
Rebecca Anne Wood Elson (Montreal, Canadá, 2 de enero de 1960-Cambridge, Reino Unido, 19 de mayo de 1999) fue una astrónoma y escritora canadiense-estadounidense.

## Biografía
Nacida en Montreal, Quebec, Elson a menudo viajaba por Canadá cuando era adolescente con su padre geólogo mientras él realizaba investigación de campo. Después de haber escogido inicialmente biología, (con un particular interés en genética) y después de transferirse a astronomía, obtuvo su grado por el Smith College, donde fue alumna de Waltraut Seitter. Su título incluyó un puesto en la Universidad de St Andrews University en Edimburgo. Elson obtuvo su máster en física por la Universidad de Columbia Británica, y asistió a la Universidad de Cambridge donde fue premiada con una beca Isaac Newton, y recibió un doctorado en astronomía. Durante su doctorado, pasó tiempo en el Observatorio del Monte Stromlo en Canberra trabajando bajo la supervisión de Ken Freeman. Elson realizó su trabajo postdoctoral en el Institute for Advanced Study bajo la supervisión de John N. Bahcall, del cual obtuvo la beca Bunting en Radcliffe College en 1989, donde enseñó escritura creativa. A principio de los 90, regresó al Instituto de Astronomía en Cambridge para aceptar un puesto de investigadora que ostentaría durante el resto de su vida. Su trabajo se centró en cúmulos globulares, astroquímica y la formación de las galaxias. En abril de 1990, cuando las primeras imágenes del Telescopio Espacial Hubble fueron publicadas, los astrónomos estaban decepcionados de que esas imágenes se arruinaran por la aberración en el espejo del telescopio espacial. Cuando el Hubble fue reparado, las imágenes nítidas resultantes llevaron a una aceleración de la investigación. El equipo de Elson hizo una oferta exitosa para una de las mayores asignaciones de órbitas en ese momento.
Elson fue diagnosticada con un linfoma no hodgkiniano a los 29 años de edad. Con tratamiento, remitió, y en 1996 se casó con el artista italiano Angelo di Cintio. Sin embargo, el cáncer regresó pronto después. Elson falleció a causa de la enfermedad en Cambridge en mayo de 1999, a los 39 años.
Un volumen de poesía y ensayos de gran alcance que escribió desde su adolescencia hasta poco antes de su muerte se publicó póstumamente como A Responsibility to Awe en 2001 en el Reino Unido, y en 2002 en los Estados Unidos. Las obras fueron seleccionadas por di Cintio y la amiga y poeta Anne Berkeley, de un cuerpo mucho mayor de trabajos inéditos. Algunas de las obras se refieren a conceptos vastos de la física y la astronomía, a menudo de formas inesperadamente abstractas o divertidas, para reflejar aspectos de la experiencia humana. Otros reflejan una profunda alegría con la vida u observaciones conmovedoras de su muerte inminente. La colección fue seleccionada como uno de los mejores libros del año por The Economist.
Elson también contribuyó con 52 artículos de investigación científica en su corta carrera.